# Đàn tam

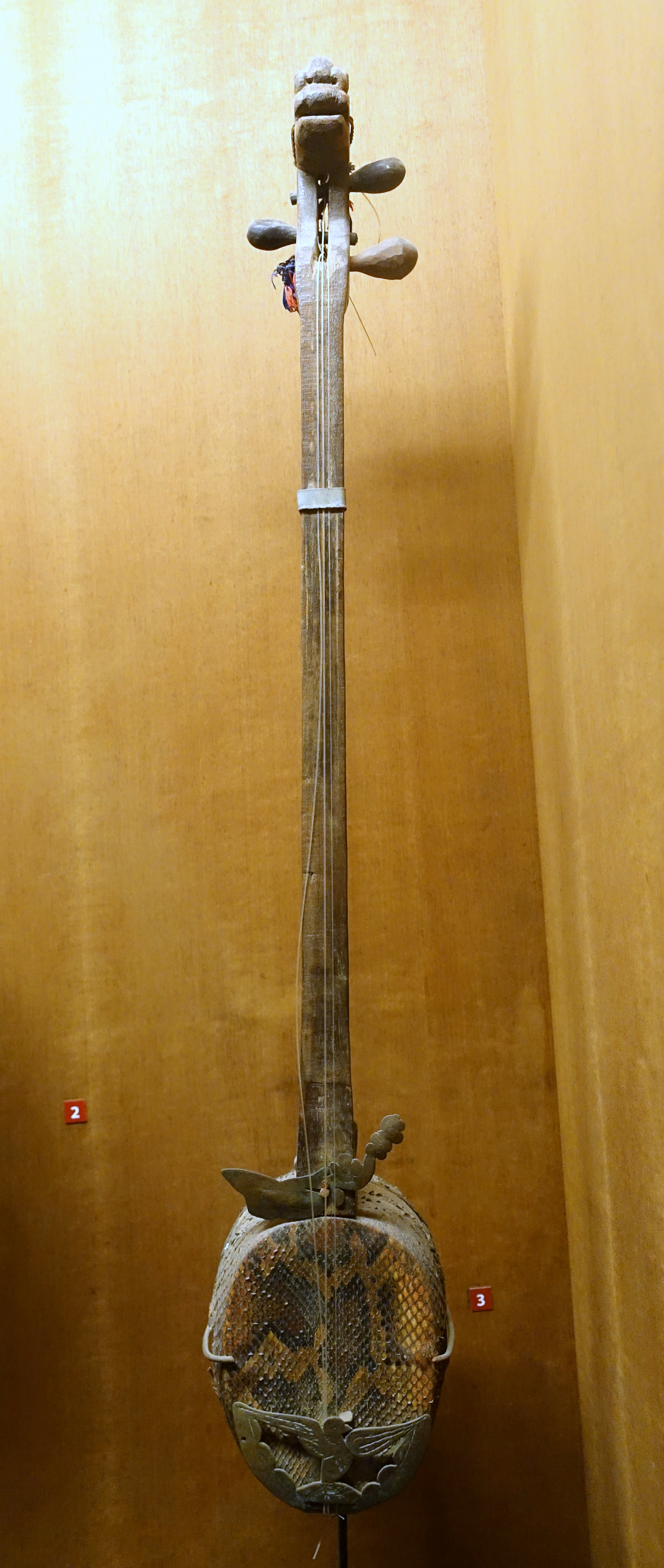
Đàn tam

Đàn tam là nhạc cụ dây gẩy, còn được gọi là tam huyền cầm (chữ Hán: 三弦: tam huyền - nghĩa là ba dây;Bính âm:Sānxián) xuất xứ từ Trung Quốc được du nhập vào Việt Nam. Đàn được mắc ba dây nên gọi là Đàn Tam (Hán-Việt: tam là ba).

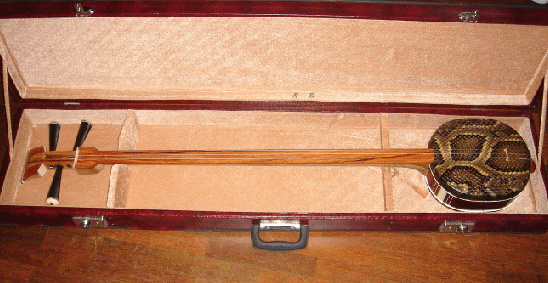
Tam huyền cầm Trung Quốc

## Lịch sử
Người ta đã đưa ra giả thiết, 

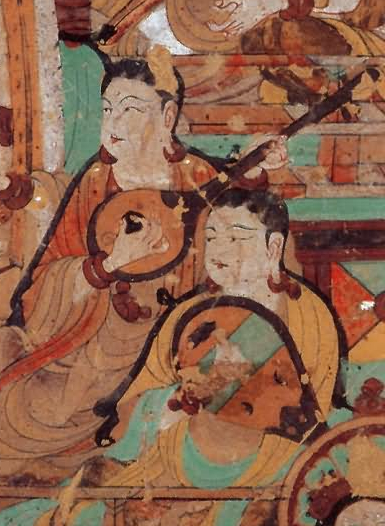
Hai nữ nhạc công chơi đàn tam huyền (trái) và tỳ bà vẽ ở hang Mạc Cao, tỉnh Đôn Hoàng, Trung Quốc năm 762-827 trước Công nguyên

đàn tam Trung Quốc như một dạng của đàn lute, và các dạng đàn lute cổ được tìm thấy ở Ai Cập cổ đại.
Các nhạc cụ tương tự có thể đã có mặt ở Trung Quốc ngay từ thời nhà Tần như Tần tỳ bà (tỳ bà dạng tròn), cùng với đàn nguyễn và tần cầm. Một số người nghĩ rằng nhạc cụ này có thể đã được giới thiệu lại vào Trung Quốc cùng với các nhạc cụ khác như hồ cầm từ Mông Cổ của nhà Nguyên (1271-1368). Tuy nhiên, hình ảnh của một nhạc cụ giống như đàn tam Trung Quốc tìm thấy trong một tác phẩm bích hoạ thời Nam Tống (1217-1219). Bản ghi đầu tiên về đàn tam Trung Quốc có thể được tìm thấy trong một văn bản sử liệu triều đại nhà Minh.

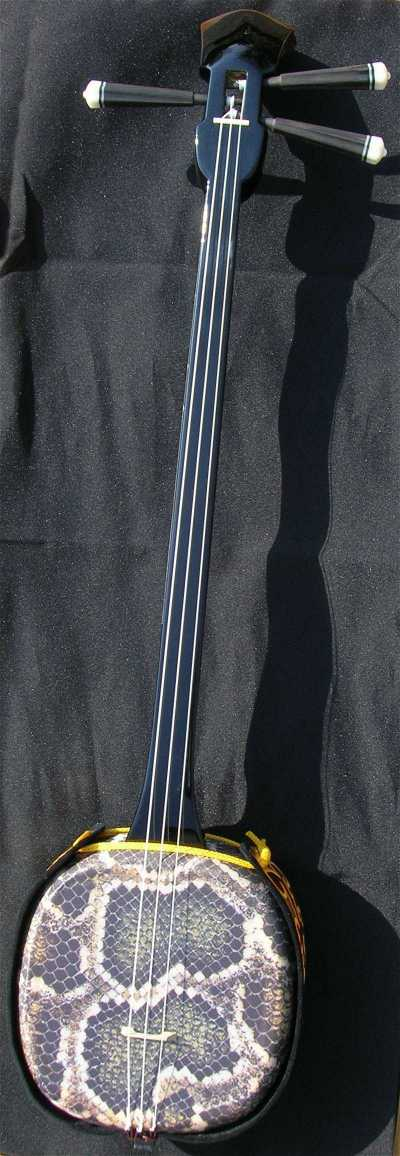
Đàn sanshin của người Lưu Cầu vùng Okinawa, Nhật Bản

Sự tương đồng gần giống về cả ngoại hình và tên gọi của đàn tam Trung Quốc cho thấy nguồn gốc từ Phúc Kiến – Phúc Châu, Trung Quốc truyền vào Vương quốc Lưu Cầu sau đó (Okinawa tiền Nhật Bản) có quan hệ rất chặt chẽ với Đế quốc Trung Hoa. Vào thế kỷ 16, sanshin đã đến thương cảng Nhật Bản tại Sakai ở Osaka, Nhật Bản. Ở Nhật Bản đại lục, nó phát triển thành shamisen lớn hơn, và nhiều người gọi sanshin là jabisen (蛇皮線, nghĩa đen là "đàn dây da rắn") hoặc jamisen (蛇三線, "đàn rắn ba dây") do lớp da rắn của nó bao phủ.
Sanshin được coi là linh hồn của âm nhạc dân gian Okinawa và được chơi bởi mọi lứa tuổi, từ những em bé lên 2 đến các cụ già, mang âm thanh ấm áp và vui tươi đặc trưng. Đây cũng là loại nhạc cụ có mặt ở hầu hết mọi ngôi nhà của người dân Okinawa, không thể thiếu trong các buổi họp mặt gia đình, hôn lễ, sinh nhật, hay những buổi tiệc cộng đồng, lễ hội địa phương. Đây là trung tâm của các cuộc họp mặt gia đình nhỏ không chính thức, đám cưới, sinh nhật, các lễ kỷ niệm khác, các bữa tiệc cộng đồng, lễ hội. Sanshin được coi trọng trong nền văn hóa Lưu Cầu. Nó thường được xem như một phương tiện, một công cụ mang tiếng nói của các vị thần, và được coi như một vị thần. Tất nhiên, sự tôn trọng này là hiển nhiên rõ ràng trong xây dựng truyền thống của Sanshin (chi tiết bên dưới). Sanshin thường được thiết kế để tồn tại nhiều hơn thời gian tồn tại - chúng là một công cụ của Di sản - thường được truyền qua các thế hệ của một Gia đình.
Có một câu chuyện gốc tích về đàn sanshin Lưu Cầu, đây là câu chuyện về 'Chồng và Vợ Sanshin' - một cặp Sanshin được làm từ cùng một lõi của cây gỗ mun Okinawa. Chúng thuộc sở hữu của vợ và chồng trước Chiến tranh thế giới thứ hai, Khi Chiến tranh bắt đầu, Người chồng bị quân Nhật ép buộc phải đi nghĩa vụ quân sự, và do đó phải bỏ Vợ về quê. Bản thân cặp đôi Sanshin, linh hồn của cặp đôi, đang gặp nguy hiểm trong các chiến tranh không thể tránh khỏi sắp tới, đã phá hủy phần lớn các khu vực sinh sống của hòn đảo chính và xóa sổ gần một nửa dân số bản địa. Trong nỗ lực bảo tồn sanshin của vợ chồng mình, Người chồng đã gói chúng lại, cho vào một chiếc hộp gỗ và chôn sâu trong rừng Okinawa. Sau đó, chúng được đào lên và được đưa trở lại ngôi nhà hợp pháp của chúng, nơi đã an toàn vượt qua chiến tranh khốc liệt. Hiện chúng được vợ chồng người con trai bảo quản.
Ở Mông Cổ, đàn tam được gọi là Shanz, Shudraga. Riêng với tam huyền của người Di ở Trung Quốc có cấu tạo là 1 hộp cộng hưởng hình trụ tròn, cần không có phím & 3 dây (tương tự đàn tính), còn đàn tam huyền của người Lật Túc (Lật Túc tam huyền - 傈僳三弦) có hộp cộng hưởng hình bát giác nhỏ hay tròn nhỏ, cần không phím và đầu cần đàn chạm trổ hình đầu rồng tinh xảo. Tại Việt Nam, đàn tam du nhập từ thời nhà Thanh.

## Cấu tạo
Về hình dáng cấu tạo đàn tam gồm có những bộ phận chính như sau:
- Bầu đàn hay hộp đàn: là khuôn gỗ dày hình chữ nhật (4 cạnh tròn), kích thước 14 – 17 cm. Thành đàn cao khoảng 5 cm, khá nặng, làm bằng gỗ cứng. Mặt đàn bọc bằng da trăn hoặc da kỳ đà. Ở phần gần giữa mặt đàn là ngựa đàn. Trước đây hậu đàn bịt da, ngày nay làm bằng gỗ, có lỗ thoát âm.
- Cần đàn: dài, làm bằng gỗ cứng, trên mặt không có phím đàn.
- Đầu đàn: có hốc luồn dây và 3 trục dây (bên 2 trục, bên 1 trục). Đầu đàn hơi ngả về phía sau.
- Dây đàn: trước đây làm bằng tơ se, nay làm bằng dây nylon, dây thép hoặc nylon bọc thép với kích thước khác nhau. Tổng cộng có 3 dây đàn móc vào cuối bầu đàn, chạy lên phía trên ngựa đàn đến cần đàn rồi xỏ vào trục dây được luồn qua miếng xương có 3 lỗ nằm trên mặt cần đàn. Người ta có thể di chuyên miếng xương này lên gần đầu đàn hay kéo xuống hướng bầu đàn để điều chỉnh độ căng, giãn của 3 dây đàn, giúp âm thanh cao lên hay trầm xuống. Nói cách khác, miếng xương này giống như cái khuyết ở đàn nhị. Tuy nhiên loại đàn tam ngày nay, nhất là loại thường dùng người ta đã bỏ miếng xương này, thay vào đó người ta thay bằng miếng gỗ mỏng [1]

## Âm thanh
Đàn tam có âm sắc không giống các đàn gảy dây khác như đàn tỳ bà, đàn nguyệt hay đàn nguyễn, liễu cầm,... Điều này có lẽ chịu ảnh hưởng phần nào bởi mặt bầu vang bịt da trăn. Đàn tam có màu âm vang, ấm, sáng sủa, thích hợp rộn rã. Dây đàn được lên cách nhau một quãng 4 đúng và 5 đúng Sol - Do -Sol hoặc Sol - Re - Sol. Tuy nhiên khi ở quãng thấp âm sắc đàn tam hơi đục, dùng để thể hiện những giai điệu trầm hùng, khỏe khoắn. Đàn tam Trung Quốc cũng như Việt Nam gồm 3 loại chính: nhỏ (tiếng Trung: 小三弦; bính âm: xiǎo sānxián, vừa (tiếng Trung: 中三弦; bính âm: zhòng sānxián) và lớn (tiếng Trung: 大三弦; bính âm: dà sānxián).
Đối với đàn tam cỡ vừa và lớn, âm sắc hơi mờ và đục hơn đàn cỡ nhỏ, âm thanh gần giống như tiếng trống. Các loại đàn tam đều có âm vực khoảng 3 quãng tám.
Lên dây & Tầm âm của đàn Tam gồm:
- Tam nhỏ: A-d-a or d-a-d1, Chiều dài: 95 cm (37 in)
- Tam lớn: G-d-g, Chiều dài: 122 cm (48 in)

## Kỹ thuật biểu diễn

### Việt Nam và Trung Quốc
Video kỹ thuật chơi đàn tam Trung Quốc

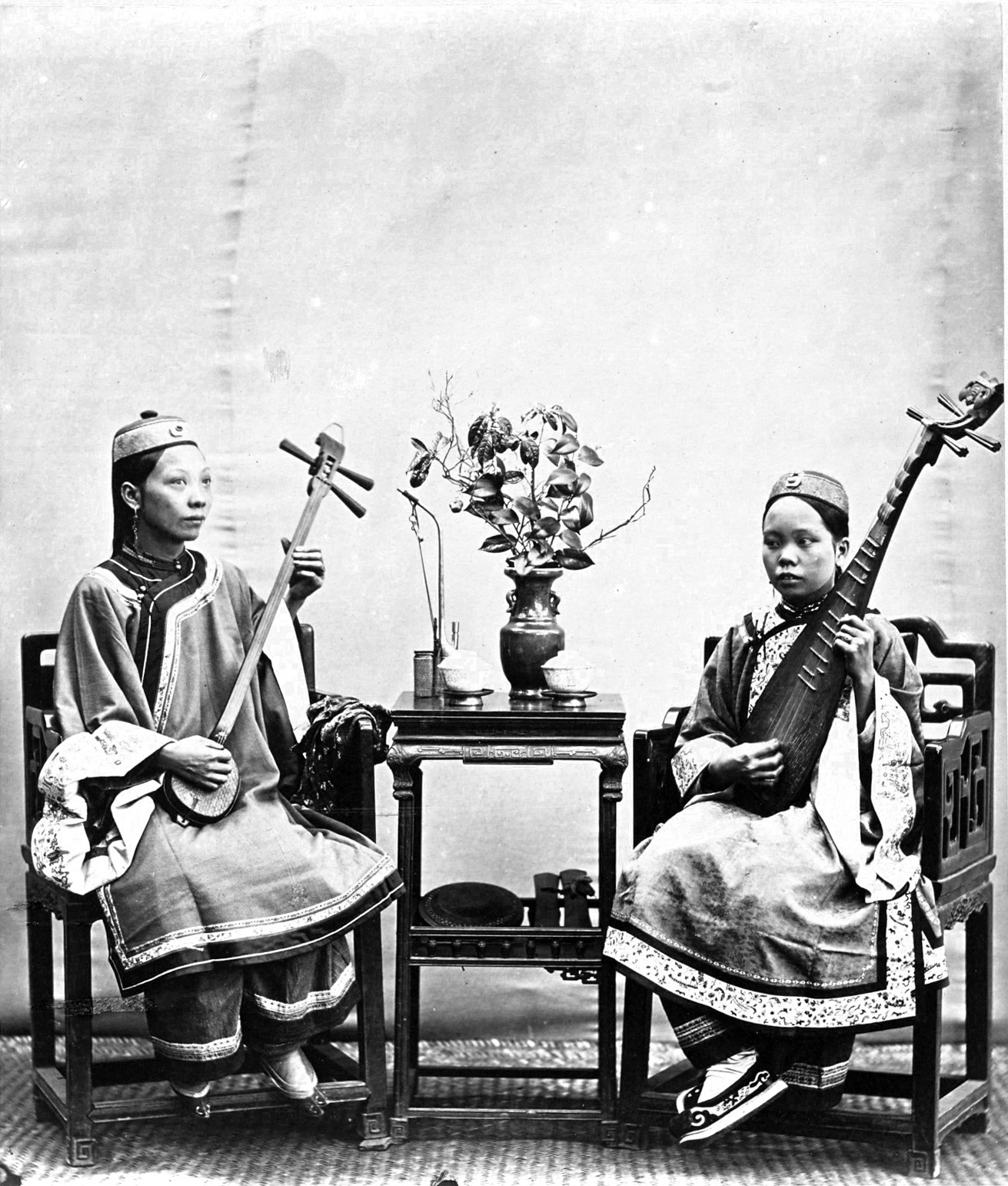
Hai kỹ nữ cuối thời nhà Thanh chơi tam huyền và tỳ bà

Người biểu diễn thường để móng tay dài ở ngón cái và trỏ để gảy đàn, nhưng có người lại dùng móng khảy bằng sừng hoặc bằng nhựa. Loại móng này có vòng để đeo vào đầu ngón cái và ngón trỏ như móng của đàn tranh.
- Dù gảy đàn bằng móng tay hay móng gảy kỹ thuật diễn đàn tam cũng không có gì khác biệt. Về cách dùng móng khảy, có một số kỹ thuật như sau:

Gảy (Khiêu): đánh vào dây đàn từ trên xuống.
Hất ("chích" 摭): dùng miếng gảy hất dây từ dưới lên.
Vê ("luân chỉ" 輪指): dùng miếng gảy hất từ trên xuống và từ dưới lên một cách liên tục, giống như kỹ thuật của đàn tranh. Người diễn có thể vê trên 1 dây, 2 dây hoặc cả ba dây, tạo nên hợp âm ngân dài. Nếu dùng móng tay để đánh những âm liên tiếp đều nhau thì gọi là phi ("phân" 分), một kỹ thuật của đàn tỳ bà.
- Về kỹ thuật tay trái, người ta sử dụng đàn tam với những cách chính như: "mạt (抹) và "câu" (勾) (tùy kích cỡ đàn tam mà có thể dùng hai thủ pháp khác nhau) còn các kỹ thuật như "tảo" (掃), đánh chập nhanh ở vị trí ngược lại gọi là "phất" (拂) đều giống như cách sử dụng đàn tỳ bà hoặc đàn nguyệt. Người ta thường dùng ngón vê để diễn đàn tam, ít sử dụng ngón rung, Kỹ thuật đánh chồng âm (hợp âm) cũng có hiệu quả tốt đối với đàn tam. Tuy nhiên nếu dùng móng tay để đánh hợp âm thì dễ dàng là dùng móng gảy. Đôi khi, tam huyền Trung Quốc còn sử dụng cung vĩ để kéo lên dây. Điều này dễ thấy rằng đó là tiền đề phát triển đàn Kokyū (胡弓/ hồ cung) Nhật Bản, nhất là vùng Lưu Cầu (Okinawa ngày nay).

### Okinawa, Nhật Bản
Vì đàn sanshin là tiền thân của shamisen nên cách chơi của nó cũng tương tự và sử dụng miếng gảy bachi (撥) để gảy đàn, giống với cả cách chơi của đàn tỳ bà Nhật.
Cầu đàn sanshin vốn làm bằng tre có chức năng nâng dây ra khỏi mặt đàn bằng da rắn, vốn có màu trắng, ngoại trừ ở Amami, nơi chúng vàng hơn và mỏng hơn. Tên truyền thống của các dây là (từ dày đến mỏng) uujiru (男絃, "dây đực"), nakajiru (中絃, "dây giữa") và miijiru (女絃, "dây cái"). Sanshin có năm điệu gọi là chindami (ちんだみ)
Hon chōshi (本 調子) - "điều chỉnh tiêu chuẩn" (nghĩa là C3, F3, C4 được thể hiện theo ký hiệu nhạc lý quốc tế)
Ichi-agi chōshi (一 揚 調子) - "điều chỉnh nâng cao dây thứ nhất" (tức là E ♭ 3, F3, C4)
Ni-agi chōshi (二 揚 調子) - "điều chỉnh nâng cao dây thứ hai" (tức là C3, G3, C4)
Ichi, ni-agi chōshi (一 、 二 揚 調子) - "điều chỉnh nâng lên ở dây thứ nhất và thứ hai" (tức là D3, G3, C4)
San-sage chōshi (三下げ 調子) - "điều chỉnh hạ thấp dây thứ ba" (tức là C3, F3, B ♭ 3)

## Sử dụng
Đàn Tam được dùng phổ biến trong dàn nhạc tuồng, phường bát âm, ban nhã nhạc, với Trung Quốc đàn tam dành cho hoà tấu nhạc dân ca hay độc tấu nhạc cổ phong, kinh kịch hay côn khúc.
Ngày nay phần lớn các dàn nhạc đều có đàn tam với đủ loại kích thước, từ nhỏ, vừa đến lớn và cả loại đàn tam âm trầm, hòa điệu với những nhạc cụ âm trầm khác trong dàn nhạc. Riêng sanshin của Okinawa, nó thường dùng cho Nhã nhạc Lưu Cầu và đệm hát dân ca.